# Sovereign (monedă)

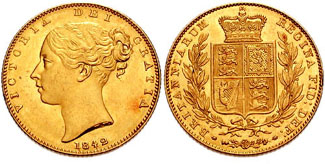
Regina Victoria, pe aversul unui Sovereign din 1842; avers: VICTORIA DEI GRATIA, cap spre stânga; sub gât, milesimul: 1842; revers: REGINA FID:DEF: BRITANNIARUM, Scutul Marii Britanii sub coroana regală, încununat cu ramuri de măslin

Sovereignul (în engleză Sovereign) este o monedă engleză din aur care a fost bătută, pentru prima oară sub regele Angliei Henric al VII-lea, în 1489. Guineea a fost mijoc legal de plată până în anul 1817, când a fost înlocuită, după victoria asupra lui Napoleon de Sovereign. Ca și guineea, valoarea nominală a unei monede de un sovereign este de o liră sterlină.
Sovereignii nu sunt bătuți, în fiecare an, însă emiterile lor se fac, totuși, pe o bază destul de regulată. Sovereignii emiși sub Elisabeta a II-a au un curs fluctuant (în funcție de ofertă și de cerere) independent de celelalte monede de aur.
Un sovereign cântărește 7,988 g și are un diametru de 22,05 mm. Titlul său este de 22 de carate, adică cca 916,666‰, iar greutatea de aur fin este de 7,317 grame (0,2354 uncii).
În afară de moneda denumită sovereign, Royal Mint mai emite și monede de ten-shilling (jumătate de sovereign, în engleză half sovereign), two-pound (doi sovereigni, în engleză: double sovereign) și five-pound (cinci sovereigni, în engleză: quintuple sovereigns). Însă doar moneda sovereign și half sovereign sunt emise, în mod obișnuit, pentru circulație.

## Istorie

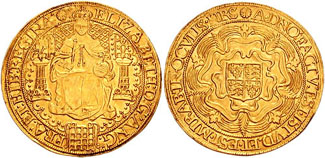
1 dublu sovereign (15,20 grame) emis prin 1585 - 1587, sub Elisabeta I; avers: Elisabeta așezată pe tron, ține în mâna dreaptă sceptrul, iar în mâna stângă globus cruciger; vedere din față; revers: Stema regală cu roza Tudorilor.

Sovereinul original era din aur de 23 de carate (96%) și cântărea jumătate de uncie troy (15,6 grame). Henric al VIII-lea a redus puritatea aliajului la 22 de carate (92%), ceea ce a devenit (și rămas) standard al monedelor de aur (așa-zisul crown gold), atât în Regatul Unit cât și în Statele Unite ale Americii; greutatea sovereinului a fost, în mod repetat, redusă până când, prin legea Great Recoinage emisă în 1816, conținutul de aur a fost fixat la 7,3224 grame, echivalent cu 0,235421 uncii troy.

## Literele corespunzătoare diferitelor ateliere de emitere a sovereignului
| Litera atelierului | Localitatea de emitere  | Anii de emitere                    |
| ------------------ | ----------------------- | ---------------------------------- |
| R                  | Londra, Anglia          | 1817–1917, 1925, începând din 1957 |
| M                  | Melbourne, Australia    | 1872–1931                          |
| S                  | Sydney, Australia       | 1855–1926                          |
| C                  | Ottawa, Canada          | 1908–1919                          |
| P                  | Perth, Australia        | 1899–1931                          |
| SA                 | Pretoria, Africa de Sud | 1923–1932                          |
| I                  | Bombay, India           | doar în anul 1918.                 |

## Sovereignul lui James Bond
- În filmul Agentul 007 - Din Rusia cu dragoste[4], James Bond primește o valiză cu 50 de sovereigni din aur ascunși într-un compartiment secret.

## Galerie de imagini

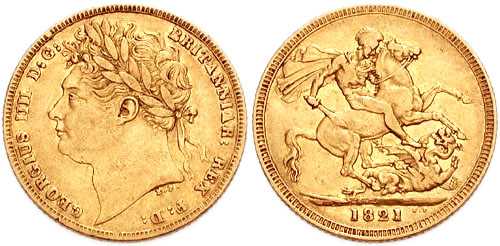
Sovereign emis sub George al IV-lea, în 1821; avers: GEORGIUS IIII BRITANNIAR: REX: F: D:, cap laureat, spre stânga; revers: Sfântul Gheorghe călare răpunând balaurul, gravură de Benedetto Pistrucci; în exergă, milesimul 1821
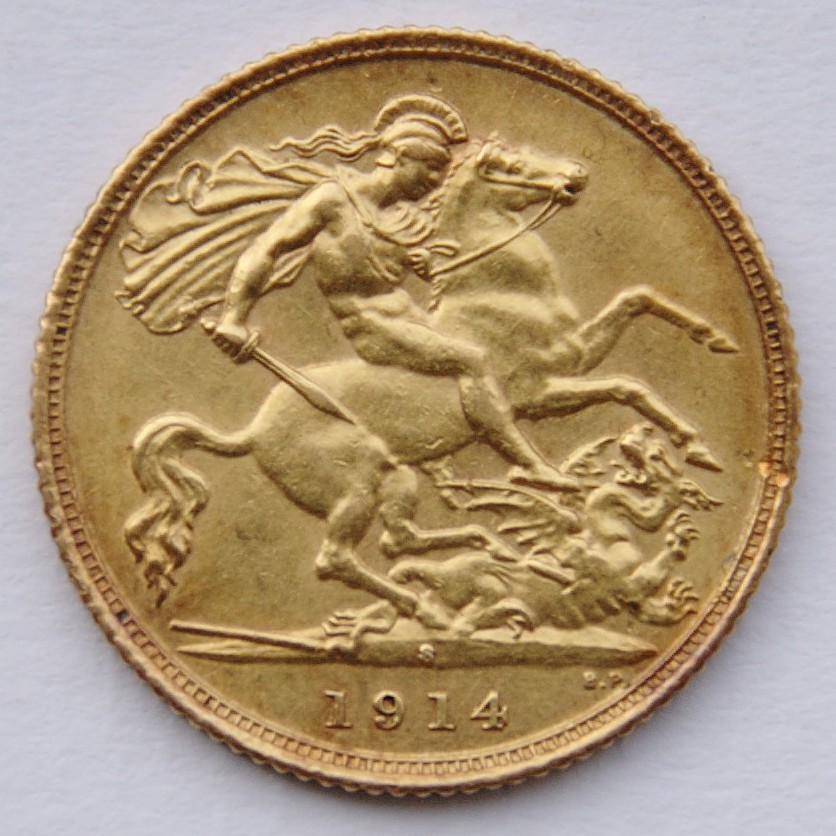
Half Sovereign, emis la Sydney, în 1914; revers: Sfântul Gheorghe călare, răpunând balaurul, gravură de Benedetto Pistrucci; în exergă, milesimul 1914; marca atelierului monetar din Sydney: S.

## Articole conexe
- Liră sterlină
- Monede ale Regatului Unit
- Britannia (monedă)
- Guinee